# Champ d'Achrafi
Le champ d'Achrafi est un champ de pétrole et de gaz situé à 105 km (65 mi) au nord-est de Bakou, en Azerbaïdjan, à l'ouest du champ pétrolifère Karabakh, dans la partie nord de l'archipel d'Abcheron

## Forage renouvelé
En 2004, SOCAR a confirmé son intention de revitaliser le projet dans le champ Dan Ulduzu et Achrafi en 2007. SOCAR a l'intention de forer 19 puits d'ici 2015, ce qui nécessitera un investissement de 2,76 milliards de manats azerbaïdjanais. En 2007, SOCAR a signé un protocole d'accord avec la société allemande Wintershall pour des travaux d'exploration à Achrafi. Actuellement, le forage est effectué par le navire de forage semi-submersible Dede Qorqud de Société de forage caspienne, contracté par SOCAR.

## Bloc de Dan Ulduzu-Achrafi
L'accord de partage de production  pour l'exploration, le développement et la production entre SOCAR et le consortium NAOC pour le bloc de Dan Ulduzu-Achrafi a été signé le 14 décembre 1996. La superficie du contrat est de 453 km2. La profondeur de l'eau sur place est de 160 mètres (520 pieds) - 180 mètres (590 pieds).
Selon l'accord, 3 puits d'exploration seraient forés et en cas de succès, la production débuterait en 2003 avec une production prévue pour atteindre 7 millions de tonnes par an d'ici 2007. L'Azerbaïdjan aurait également reçu 75 millions de dollars de primes. L'investissement total en immobilisations était estimé à 2,5 milliards de dollars. Après le forage de 3 puits d'exploration, 2 millions de tonnes de pétrole ont été découvertes à Dan Ulduzu et 6 millions de tonnes ont été trouvées sur le champ d'Achrafi en janvier 1998.
Lors de la phase d'exploration, en 1998-2001, le prix du baril de pétrole était inférieur à 20 $. En raison des faibles prix de l'énergie, le bloc n'a pas été considéré comme commercialement viable et a donc été abandonné. Le 7 mars 2000, le contrat d'exploration a pris fin et n'a pas été renouvelé par le consortium.